# فريدريش أدولف زاور
فريدريش أدولف زاور (بالألمانية: Friedrich Adolf Sauer)‏ (و. 1765 – 1839 م) هو كاهن كاثوليكي ألماني، توفي في آرنسبرغ، عن عمر يناهز 74 عاماً.